# ناواهو گاسپل میشن (آریزونا)
ناواهو گاسپل میشن (به انگلیسی: Navajo Gospel Mission) یک منطقهٔ مسکونی در ایالات متحده آمریکا است که در آریزونا واقع شده‌است. ناواهو گاسپل میشن ۱٬۸۳۵ متر بالاتر از سطح دریا واقع شده‌است.